# Willie Cunningham (Fußballspieler, 1925)
William Carruthers „Willie“ Cunningham (* 22. Februar 1925 in Cowdenbeath; † 15. November 2000 in Preston) war ein schottischer Fußballspieler und -trainer.

## Laufbahn
Cunningham begann seine Karriere bei Dunfermline Athletic in seiner schottischen Heimat. 1946 wechselte er zum Airdrieonians FC, wo er drei Jahre spielte. Anschließend wechselte er nach England zu Preston North End in die First Division. Bis 1963 bestritt er über 500 Pflichtspiele für den Klub. Zudem kam er während seines Englandaufenthaltes in der schottischen Nationalmannschaft zum Einsatz, mit der er an der Weltmeisterschaft 1954 teilnahm. Zwischen 1963 und 1965 war er Spielertrainer beim FC Southport, ehe er als Nachwuchstrainer zu Preston North End zurückkehrte.
| Personendaten    | Personendaten                            |
| ---------------- | ---------------------------------------- |
| NAME             | Cunningham, Willie                       |
| ALTERNATIVNAMEN  | Cunningham, William Carruthers           |
| KURZBESCHREIBUNG | schottischer Fußballspieler und -trainer |
| GEBURTSDATUM     | 22. Februar 1925                         |
| GEBURTSORT       | Cowdenbeath                              |
| STERBEDATUM      | 15. November 2000                        |
| STERBEORT        | Preston                                  |